# ベンノ・アダム
ベンノ・アダム（ドイツ語: Benno Rafael Adam,1812年7月15日 - 1892年3月8日）はドイツの画家である。狩りの風景や、家畜、動物を題材にした絵画を描いた。マックス・ハウスホーファーをはじまりとするバイエルンのキーム湖の周辺で活動した画家たち「Chiemseemaler」の一人でもある。

## 略歴
ミュンヘンで生まれた。父親のアルブレヒト・アダムは戦争画や騎馬姿の肖像画を得意とする画家で、弟のフランツ(Franz Adam: 1815–1886)、オイゲン(Eugen Adam: 1817–1880)、ユリウス(Julius Adam: 1821–1874)も画家になった。父親から絵画を学び、父親の版画の仕事を手伝った。1830年代に入って、ミュンヘン美術協会(Kunstverein München)の展覧会に出展し、この頃から家畜や動物の絵を専門とした。後にミュンヘン美術協会の会員になった。狩りの情景や、家畜を描いた。
1934年の夏、イタリア系で街景を得意とする画家、ドメニコ・クアーリョの娘と結婚した。息子のエミール・アダム(Emil Franz Adam: 1843-1924)も動物画家になり、孫のリヒャルト・ベンノ・アダム(Richard Benno Adam : 1873-1937)も画家になった。

## 作品

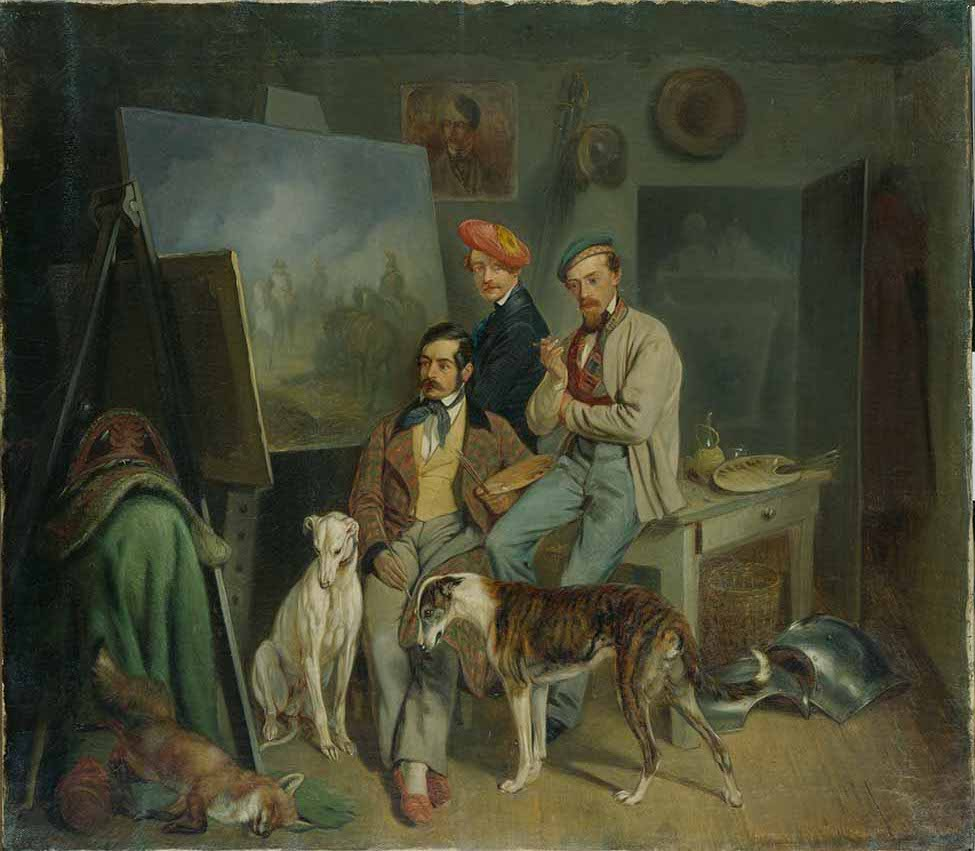
アダム家の兄弟 (1848)
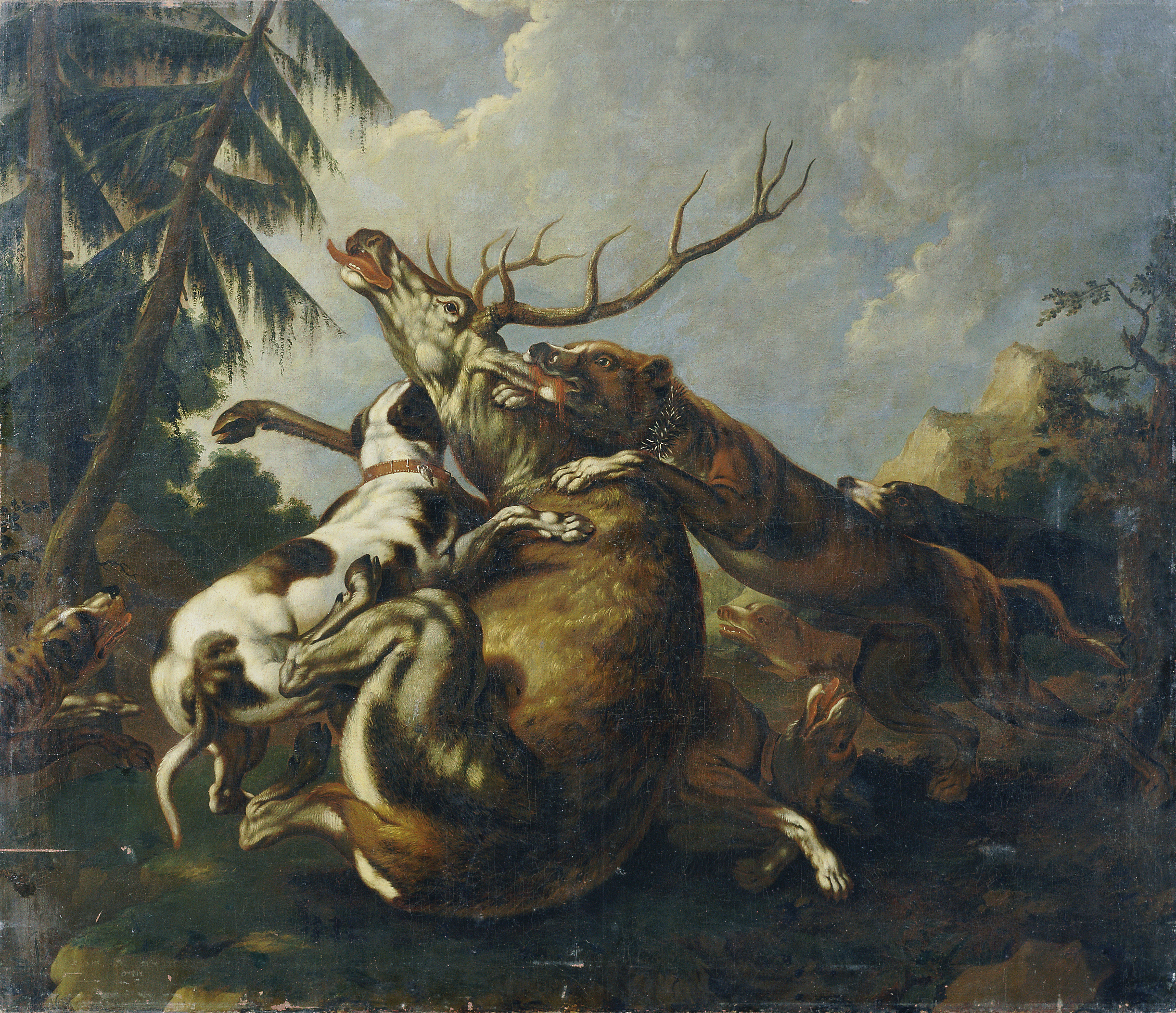
鹿と猟犬(c.1860)
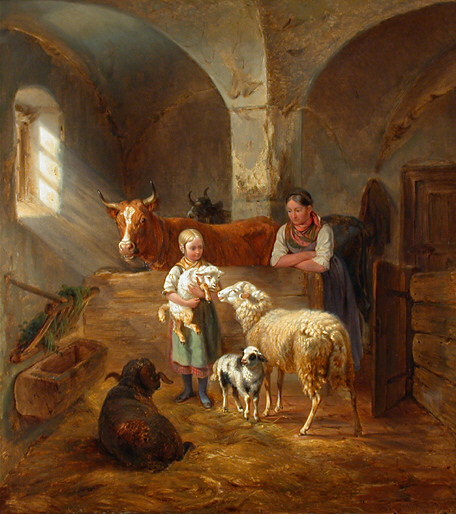
厩舎で
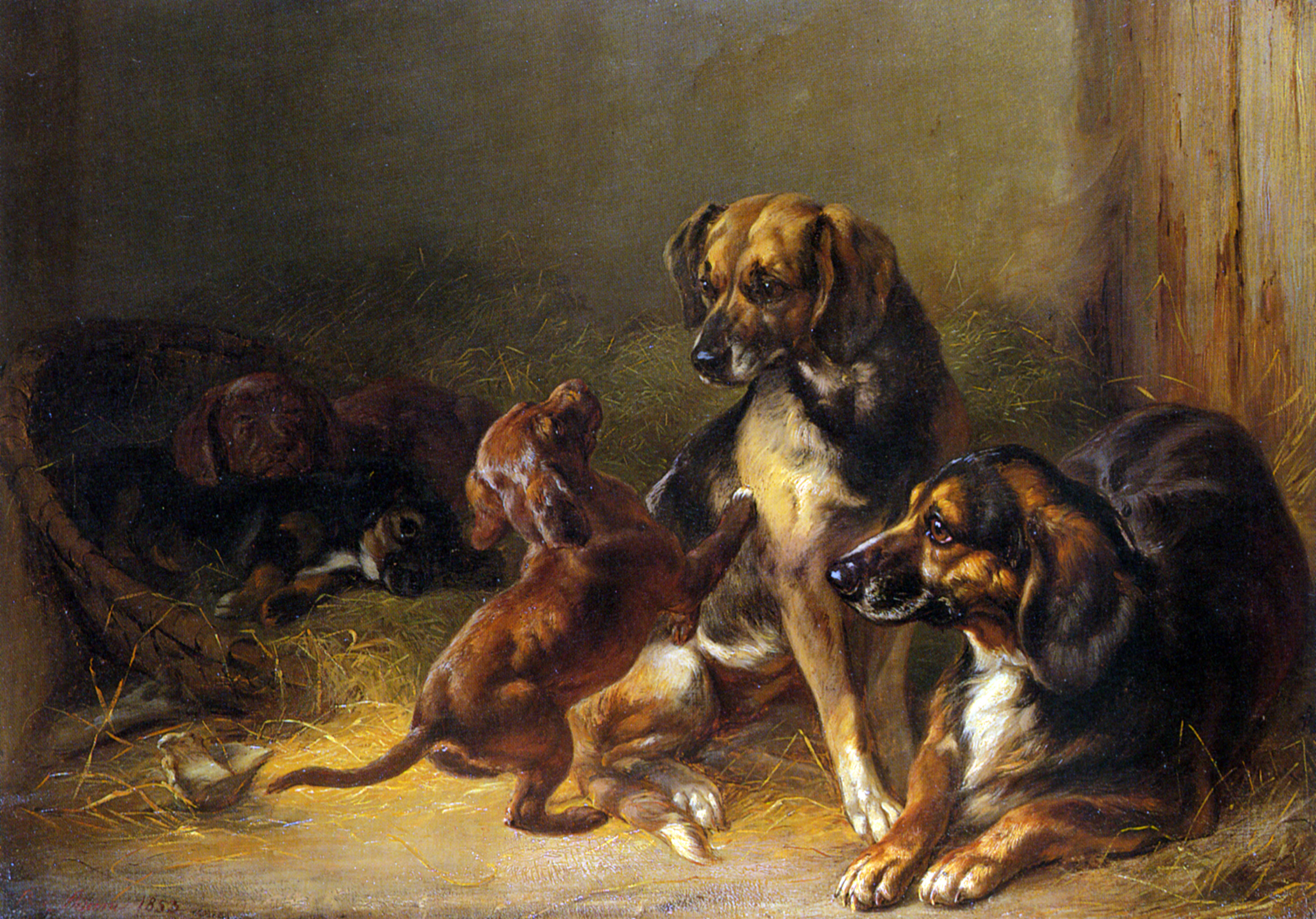
犬と子犬
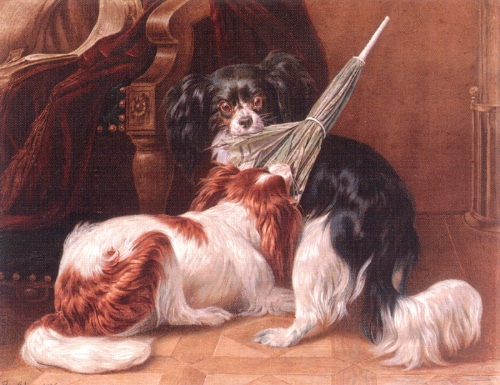
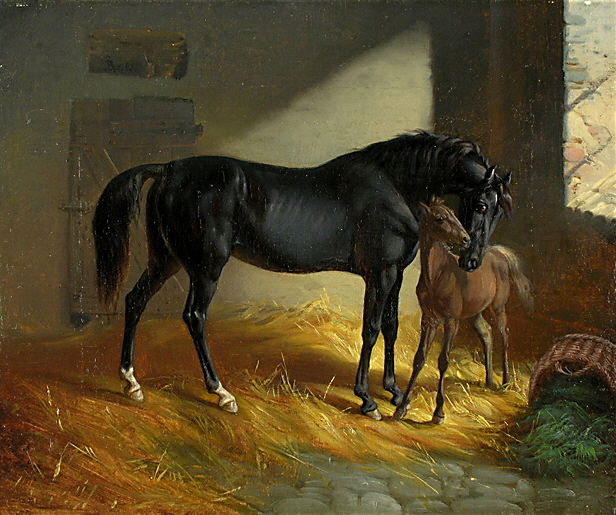